# Mastering (Audio)
Mastering (auch Audio-Mastering) ist der Anglizismus für die (technische) Endbearbeitung von Tonaufnahmen und der letzte Schritt einer Musik- oder Tonproduktion, bevor sie in den Vertrieb (per Tonträger bzw. als digitale Daten) gelangt.

## Begriff und Abgrenzung
Das hier gemeinte Mastering sollte nicht mit dem letzten vorbereitenden Produktionsschritt vor dem eigentlichen Pressvorgang verwechselt werden, der ebenfalls als (technisches) Mastering bezeichnet wird und die Erstellung des Masters (Glasmasters bei CDs und Matrize bei der Vinylschallplattenpressung) beinhaltet.
Beim Audio-Mastering handelt es sich um davor liegende Schritte der Nachproduktion und Editierung des Klang- bzw. Datenmaterials und der abschließenden Erstellung einer „Premaster-CD“ (Premastering) oder eines DDP-Masters (Disc Description Protocol), die als Positiv-Vorlage für die Erstellung des Masters im Presswerk dienen.
Da sich für das Audio-Mastering in der Regel der Kurzbegriff Mastering durchgesetzt hat, soll die Abgrenzung nochmals an den Schritten einer beispielhaften heutigen CD-Produktion verdeutlicht werden:
1. Musik-/Tonaufnahme (Tracking) im Mehrspurverfahren
2. Abmischung (Mix, Mixdown) der einzelnen Spuren auf eine Stereo- oder Raumklang-Spur (die sogenannte Summe)
3. Nachbearbeitung der Stereo-/Raumklang-Summe durch das eigentliche Audio-Mastering
4. Erstellung des Premasters als Positiv-Vorlage für den Glasmaster (Premastering)
5. Erstellung des Glasmasters als Negativ-Pressvorlage im Presswerk für die CD-Herstellung (auch als Mastering bezeichnet)

Bei den Schritten 1 bis 3 handelt es sich um Schritte der Musikproduktion. Schritt 4 wird in der Regel abschließend ebenfalls von einem Masteringingenieur durchgeführt.

## Ziel und Durchführungsschritte
Ziele des Masterings sind es, dem vorliegenden Tonmaterial eine bessere Qualität zu verleihen und die Wiedergabe-Kompatibilität auf möglichst vielen technischen Geräten und Medien zu ermöglichen. Eine professionelle Tonaufnahme soll bei der Wiedergabe auf einer kleinen Stereoanlage ebenso gut klingen wie beispielsweise bei der Ausstrahlung im Radio oder der Wiedergabe über Kopfhörer. Dabei spielen sowohl ein ausgewogenes Stereobild, eine gute Mono-Kompatibilität als auch ein ausgeglichener Frequenzgang eine große Rolle. Beim Mastering-Prozess werden diese Faktoren genauer beleuchtet und nötigenfalls korrigiert.
Eines Masterings bedürfen dabei nicht nur neue, sondern oft auch alte Aufnahmen, die entweder wegen ihrer Qualität vor einer Wiederveröffentlichung einer klanglichen Verbesserung bedürfen (insbesondere von analogen Masterbändern) oder für weitere Veröffentlichungen in neuer Zusammenstellung. Man spricht dann von Neuabmischung („Remastering“).
Neben der rein technischen Bearbeitung kann durch Mastering oftmals eine deutliche Verbesserung des klanglichen Eindrucks einer Musik-/Tonproduktion erreicht werden. Hierfür wird verschiedene technische Ausrüstung – wie beispielsweise Filter, Equalizer, Kompressoren oder psychoakustische Geräte – eingesetzt.
Auch kann beim Mastering die Stereo-Basisbreite verändert werden. Dies wird durch die Technik des sogenannten MS-Masterings erreicht, wobei das Signal in Mitten- und Seitensignal getrennt wird. So lassen sich Pegelanpassungen von Instrumenten, die sich in der Panorama-Mitte befinden, im Verhältnis zu den nach weiter außen gepanten Instrumenten durchführen.
Das Mastering kann je nach Anforderung durch das Quellmaterial unter anderem die Entrauschung, die Pegelanpassung und Pausenharmonisierung der einzelnen Titel oder die Entfernung digitaler Jitter sowie das Erstellen von Blenden (engl. Fades) beinhalten.
Nach dem eigentlichen Audio-Mastering werden beim Premastering, bei dem für gewöhnlich keine Klangbearbeitung mehr erfolgt, die Titelreihenfolge bestimmt, Pausen und Trackindizes gesetzt sowie bestimmte Zusatzinformationen wie ISRC, EAN-Codes oder auch CD-Text angelegt. Abschließend wird eine Premaster-CD erstellt, die dem Red-Book-Standard für Audio-CDs entsprechen sollte. Vor der Zeit des Festplattenrecordings und als ausschließlich Vinylschallplatten produziert wurden, fielen diese Schritte dementsprechend weg bzw. wurden erst durch das Presswerk durchgeführt. Dann wurde abschließend ein Masterband erstellt, das im Presswerk als Vorlage zur Tonträgerherstellung diente.

## Digital- und Analog-Mastering
Man unterscheidet zwischen Digital- und Analog-Mastering. Beim Digitalmastering erfolgt die Bearbeitung meistens vollständig mit Computertechnik und spezieller Audiosoftware (sogenannte Digital Audio Workstations). Alle notwendigen, aus der konventionellen analogen Technik bekannten Geräte stehen hier als virtuelle Maschinen in Form von sogenannten Plug-ins zur Verfügung. Diese Arbeitsweise ist die preiswerteste, unterliegt aber gewissen Beschränkungen, vor allem in Sachen Echtzeitfähigkeit, die auch mit der leistungsfähigsten Hardware systembedingt nie vollkommen erreicht werden wird, da gewisse Plug-ins eine Verzögerung des Signals verursachen. Daher werden in Profistudios bevorzugt externe, DSP-basierte Studiogeräte in den Signalpfad integriert, in denen die Signalbearbeitung in ähnlicher Weise rein mathematisch – aber vollkommen in Echtzeit – abläuft.
Beim analogen Mastering hingegen greift der Masteringingenieur auf konventionelle analoge Geräte zurück, die über hochwertige AD-Wandler, sogenannte Studiowandler, in das digitale Setup heutiger Studios integriert sind. Durch die Nutzung echter analoger Geräte umgeht man die teilweise bestehenden Artefakte digitaler Bearbeitung: Einerseits bilden die verwendeten mathematischen Modelle die analogen Komponenten nicht beliebig exakt ab, zum anderen stellen die Algorithmen immer einen Kompromiss zwischen Ausführungsgeschwindigkeit und Genauigkeit dar. Klanglich stehen die digitalen Prozessoren ihren analogen Vorbildern aber in nichts nach. Die digitalen Nachbildungen der analogen Geräte haben auch den Vorteil, dass das analoge Rauschen der Original-Hardware nach Belieben ein- und ausgeschaltet werden kann. Der prinzipielle Nachteil der Analogtechnik gegenüber der Digitaltechnik – nämlich, dem Tonmaterial ungewollt Verzerrungen und Rauschen hinzuzufügen – stellt sich bei hochwertiger Ausstattung zwar nur als wenig problematisch dar, kann aber auch gewollt eingesetzt werden, um dem Audiomaterial einen charakteristischen Klang zu verleihen. Diese gemischte Arbeitsweise, auch Hybridtechnik genannt, ist die teuerste.
Aufgrund der stetig steigenden Leistungsfähigkeit der Computertechnik ist inzwischen auch digitale Stand-Alone-Hardware leicht auf dem Rückzug, zumal nicht wenige Hersteller ihre Software sowohl in Geräten als auch als preiswerte Plug-ins anbieten. Die Plug-ins sind dabei in vielen Fällen sogar im Vorteil: Beim Offline-Rechnen der Software liefern sie gerade wegen des Fehlens von Echtzeitbeschränkungen ein mathematisch exakteres Ergebnis.

## Masteringstudios
Neben klassischen Tonstudios mit ihren Toningenieuren gibt es spezielle Masteringstudios, in denen sich Mastering-Ingenieure ausschließlich mit der klanglichen Angleichung und Verbesserung fremder Aufnahmen befassen. Oft wird jedoch auch der Wunsch des Kunden nach der Erzeugung eines lauten Endprodukts erfüllt, was nur unter heftiger Reduktion der Dynamik und Transparenz des Audiomaterials geschehen kann. Zu den daraus resultierenden Problemen siehe Loudness War.